# Konrat Boppert
Konrat Boppert OSB  (* 10. Februar 1750 in Konstanz; † 31. Juli 1811 im Stift St. Paul im Lavanttal) war ein deutscher Benediktiner, Priester und Schriftsteller.

## Leben
Konrat Boppert trat am 6. Juni 1773 in das Kloster St. Blasien und wurde 1775 zum Priester geweiht. Er war von heftiger Gemütsart und nach einem Streit mit jüngeren Patres vergaß er sich völlig und griff zu einem Messer, jedoch konnte Schlimmeres verhindert werden. Der Vorfall geriet dennoch an den Abt, der ihn daher in das entlegene Ibach als Pfarrverweser sandte, mit dem Auftrag Auszüge aus den Kirchenvätern zu fertigen. In dieser Verbannung vom Sommer 1799 bis zum Frühling 1803 entstand das Scutum fidei, welches nach seinem Tod zu großer Bekanntheit kam und in Deutsch und Französisch übersetzt wurde. Das 12-bändige Werk enthält für jeden Tag des Kirchenjahres eine Meditation über die Festzeit, immer im Hinblicke auf Messe oder Abendmahl; dann folgen die Beweisstellen aus den kirchlichen Schriften in chronologischer Ordnung, und endlich die Preces ante et post missam. Die Schrift wurde vom Aufhebungsbeauftragten Joseph Albrecht von Ittner noch in der Klosterdruckerei eingestellt. Konrat Boppert nahm die Handschrift mit nach St. Paul, von wo sie später an den Verlag Herder in Freiburg gesandt und von 1853 bis 1855 gedruckt wurde.

## Werke
- Scutum fidei ad usus quotidianos sacerdotum. Tomi XII. (Die ersten drei Bände wurden erstmals in St. Blasien gedruckt, das ganze Werk dann in Freiburg, 1853 bis 1855).